# Carta d'intencions

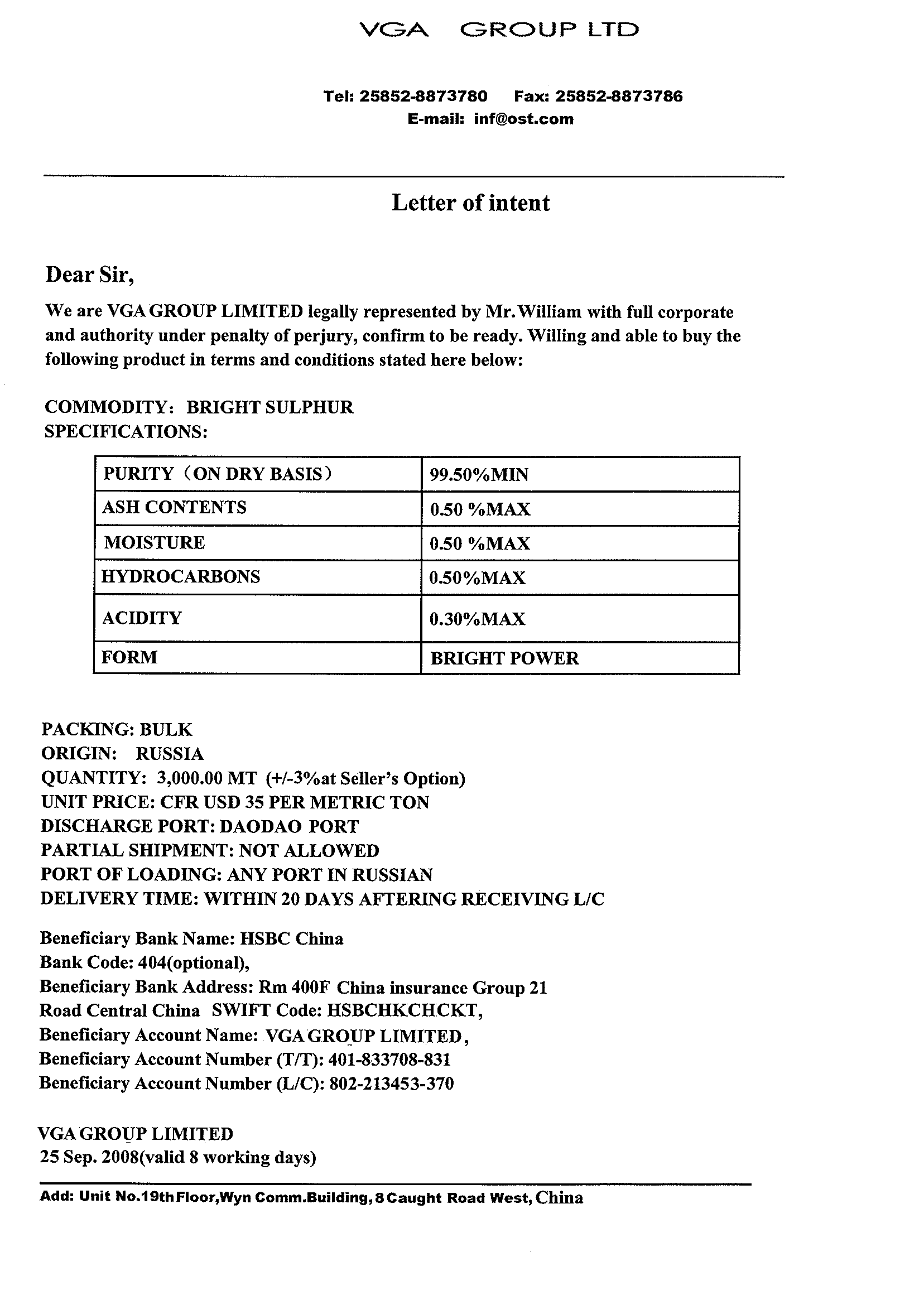
Exemple de carta d'intencions

Una carta d'intencions o pacte d'intencions és un document en el qual les parts manifesten la seva intenció d'emprendre o continuar les negociacions per arribar a un acord definitiu més endavant. En general, el contingut de la carta reprèn els acords assolits fins aleshores, descriu l'abast de l'acord desitjat i estableix les regles i els terminis que regiran les negociacions. Tot i que no solen ser documents vinculants, això pot canviar segons el seu contingut exacte.